# Ramon Colom i Esmatges
Ramón Colom i Esmatges (Barcelona; 27 d'agost de 1952) és un periodista català.

## Biografia
Es va llicenciar en Periodisme. Comença a treballar a Radio España de Barcelona (1973) com a presentador de programes musicals i redactor d'informatius.
El 1974 va començar a treballar a Televisió Espanyola al programa infantil La Semana. Més tard, el 1975, s'incorpora a l'espai Informe semanal arribant a dirigir i presentar el programa (1980-1987). El 1982 és nomenat cap de Programes No Diaris dels Serveis Informatius de TVE, càrrec que se li canvia pel de subdirector dels mateixos Serveis Informatius (1984). Deixa el seu lloc a Televisió Espanyola el 31 de desembre de 1987, per ocupar el càrrec de Director de l'Àrea de Televisió en l'empresa Tesaurus.
El 28 de febrer de 1990 és nomenat director general de Televisió espanyola, càrrec que ocupa fins al 30 de juny de 1996.
El setembre del 1996 s'incorpora a l'empresa Mediapark S.A., on es responsabilitza de l'àrea de formació i dels nous projectes de l'empresa fins a abril de 1998. Com a responsable de nous projectes, desenvolupa més de vint-i-cinc cadenes temàtiques entre les quals estan: Cinematk, Boulevard, Palace, Palomitas (abans Star), Super-3, Teletiempo, Buzz, Cultura (abans Enciclopedia), Natura (abans Canal Verde) i Tot Humor.
Des del febrer fins al juliol de 1997 també dirigeix, produeix i presenta a TV3 el programa El món d'Ariadna. En el mes d'octubre de 1998 comença a col·laborar amb la revista Fotogramas duent a terme la secció El cazador de imágenes.
Alhora és el director i presentador del programa Millennium del Canal 33 de TV3 des d'octubre de 1998, en La 2 de TVE des de 2014.
Durant els mesos d'octubre i novembre de 1998 codirigeix junt amb María Antonia Iglesias González el programa d'actualitat Cruce de Caminos, presentat per María Teresa Campos a Telecinco.
Des de febrer de l'any 2000 fins a febrer de 2002 va ostentar el càrrec de director general de Programació i Continguts a Vía Digital. Aquell mateix any l'Associació de Dones Periodistes de Catalunya li va concedir el Premi Card (guardó que donava un toc d'atenció a aquells que invisibilitzen les accions protagonitzades per dones o en donen una visió degradant).
Després ha estat president de la productora de continguts audiovisuals Sagrera TV (La Masseria delle allodole), amb base a Barcelona, càrrec que compagina amb la seva activitat al capdavant de Mil·lenium, la seva activitat docent en la Facultat de Ciències de la Comunicació Blanquerna i la seva col·laboració en la revista Fotogramas.
Al desembre de 2013 va ser escollit President de la Confederació de Productors Audiovisuals Espanyols (FAPAE).